# Polní Voděrady
Polní Voděrady é uma comuna checa localizada na região da Boêmia Central, distrito de Kolín.